# Protalebra apicalis
Protalebra apicalis är en insektsart som beskrevs av Van Duzee 1907. Protalebra apicalis ingår i släktet Protalebra och familjen dvärgstritar.
Artens utbredningsområde är Jamaica. Inga underarter finns listade i Catalogue of Life.